# M.M.D.C.
 (mai 2024).
La mise en forme du texte ne suit pas les recommandations de Wikipédia : il faut le « wikifier ».
Les points d'amélioration suivants sont les cas les plus fréquents. Le détail des points à revoir est peut-être précisé sur la page de discussion.
- Les titres sont pré-formatés par le logiciel. Ils ne sont ni en capitales, ni en gras.
- Le texte ne doit pas être écrit en capitales (les noms de famille non plus), ni en gras, ni en italique, ni en « petit »…
- Le gras n'est utilisé que pour surligner le titre de l'article dans l'introduction, une seule fois.
- L'italique est rarement utilisé : mots en langue étrangère, titres d'œuvres, noms de bateaux, etc.
- Les citations ne sont pas en italique mais en corps de texte normal. Elles sont entourées par des guillemets français : « et ».
- Les listes à puces sont à éviter, des paragraphes rédigés étant largement préférés. Les tableaux sont à réserver à la présentation de données structurées (résultats, etc.).
- Les appels de note de bas de page (petits chiffres en exposant, introduits par l'outil «  Source ») sont à placer entre la fin de phrase et le point final[comme ça].
- Les liens internes (vers d'autres articles de Wikipédia) sont à choisir avec parcimonie. Créez des liens vers des articles approfondissant le sujet. Les termes génériques sans rapport avec le sujet sont à éviter, ainsi que les répétitions de liens vers un même terme.
- Les liens externes sont à placer uniquement dans une section « Liens externes », à la fin de l'article. Ces liens sont à choisir avec parcimonie suivant les règles définies. Si un lien sert de source à l'article, son insertion dans le texte est à faire par les notes de bas de page.
- La présentation des références doit suivre les conventions bibliographiques. Il est recommandé d'utiliser les modèles {{Ouvrage}}, {{Chapitre}}, {{Article}}, {{Lien web}} et/ou {{Bibliographie}}. Le mode d'édition visuel peut mettre en forme automatiquement les références.
- Insérer une infobox (cadre d'informations à droite) n'est pas obligatoire pour parachever la mise en page.

Pour une aide détaillée, merci de consulter Aide:Wikification.
Si vous pensez que ces points ont été résolus, vous pouvez retirer ce bandeau et améliorer la mise en forme d'un autre article.

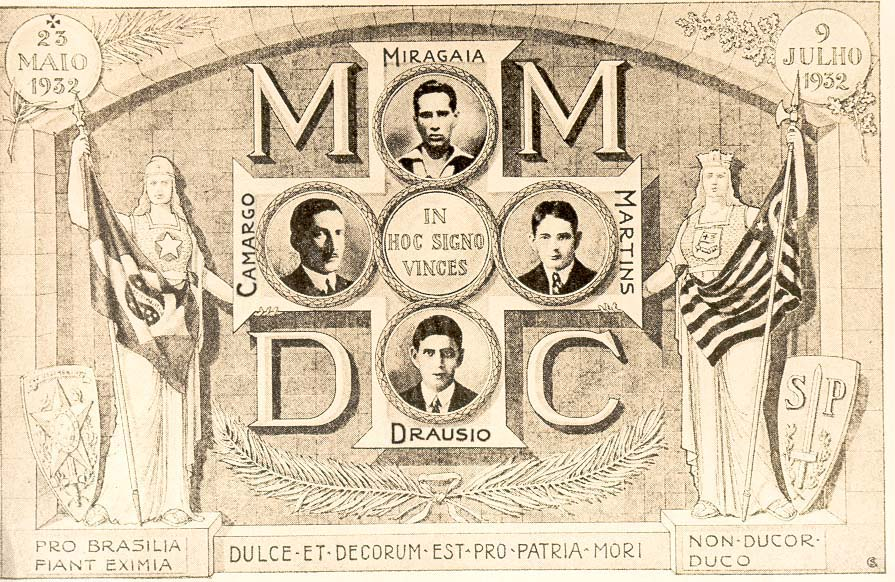
Carte postale en l'honneur du MMDC, avec les inscriptions en latin : Dulce et decorum est pro patria mori (« il est doux et honorable de mourir pour le pays »), Pro brasilia fiant eximia (« pour le Brésil, fais de son mieux »), Non ducor, duco (« Je ne suis pas conduit, je mène ») et In Hoc Signo Vinces (« Avec ce signe tu gagneras »).

M.M.D.C. est l'acronyme par lequel étaient représentés les noms des martyrs du Mouvement Constitutionnaliste de 1932, qui a culminé avec le soulèvement connu sous le nom de Révolution constitutionnelle, qui a éclaté le 9 juillet de la même année au Brésil. Les initiales représentent les noms des manifestants de São Paulo Martins, Miragaia, Dráusio et Camargo, tués par les troupes fédérales liées au Partido Popular Paulista (PPP), un groupe politico-militaire soutenant le régime de Getúlio Vargas, lors d'une manifestation qui a eu lieu le nuit du 23 mai 1932, événement qui précéda et fut l'une des raisons du grand conflit de cette année-là. L'acronyme représentait également l'organisation clandestine qui a conspiré pour le soulèvement et a ensuite coordonné les efforts de guerre, en termes de recrutement, de collecte de fonds et de ressources, ainsi que leur distribution aux soldats de l'armée constitutionnaliste.
Actuellement, les restes des étudiants sont enterrés dans le mausolée de l'obélisque d'Ibirapuera, à São Paulo, et leurs noms sont inclus dans le Livre des Héros de la Patrie.

## Historique

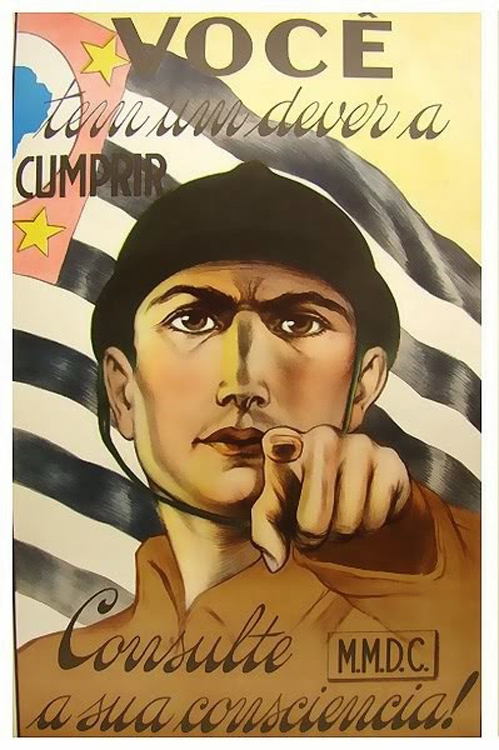
Affiche appelant la population à se battre.

En 1932, le Brésil traversait une période du régime de Getúlio Vargas dans laquelle il était gouverné de manière discrétionnaire, sans Constitution fédérale qui délimitait les pouvoirs du Président de la République ni établissait les articulations entre les trois pouvoirs. De plus, il n'y avait pas non plus Congrès national, d'Assemblée législative ou de chambres municipales. En outre, les États fédérés ont perdu une grande partie de l'autonomie qu'ils avaient en vertu de la Constitution de 1891, car Vargas a nommé des intervenants fidèles à son régime et pour la plupart des « lieutenants » liés au Clube 3 de Outubro, qui entraient parfois en conflit avec les groupes politiques en les états respectifs. La situation de São Paulo dans ce contexte était l'une des plus critiques du pays, compte tenu du mécontentement continu et croissant quant à la manière dont Vargas traitait politiquement l'État.
Contrairement à la dictature de Vargas, la population de São Paulo a commencé à protester, ce qui a donné lieu à une série de manifestations initiées par celle qui a eu lieu sur la Praça da Sé le 25 janvier 1932, jour anniversaire de la ville de São Paulo, en autour duquel ils rassemblèrent 100 mille personnes. Au cours des mois suivants, le mécontentement populaire grandit.
Le 23 mai 1932, lors d'une autre manifestation, un groupe tente d'envahir le siège du Partido Popular Paulista (PPP), anciennement Ligue Révolutionnaire, groupe politico-militaire dirigé par Miguel Costa, fondé après la Révolution de 1930 et soutenant l'État du régime de Getúlio Vargas, dont le siège se trouvait Rue Barão de Itapetininga, à l'angle de la Place de la République, dans la ville de São Paulo. Les partisans gouvernementaux de l'organisation politico-militaire, anticipant une probable invasion, ont résisté avec des armes et des grenades dès que les manifestants se sont présentés devant le bâtiment. Après la fusillade, il y a eu plusieurs blessés et morts, dont les noms des personnes qui ont donné naissance au sigle MMDC,:
- Mário Martins de Almeida,
- Euclides Miragaia,
- Dráusio Marcondes de Sousa et
- Antônio Américo Camargo de Andrade.

Les jeunes Martins, Miragaia et Camargo ont péri lors de l'affrontement. Le jeune Dráusio, alors âgé de 14 ans, est décédé cinq jours plus tard à l'hôpital d'une péritonite traumatique, en raison de ses blessures. Un cinquième blessé, le jeune Orlando de Oliveira Alvarenga, mourut le 12 août 1932, après presque trois mois dans le même hôpital et dans la chambre voisine de celle où Dráusio était décédé auparavant. Pour cette raison, son nom n’était pas associé au mouvement,.
Le journal A Gazeta, dans son édition du 24 mai 1932, a présenté les détails de l'événement de la nuit précédente dans un article de couverture, selon les principaux extraits :

« Peu préparés, ceux qui se dirigent vers le P.P.P. Ils ont rapidement tenté de forcer l'entrée dans le bâtiment où se trouve ce groupe, en tentant d'escalader le mur principal. Mais à ce moment-là, ils ont été surpris par une violente décharge d’armes à feu provenant d’un des étages de l’immeuble. Cette attaque inattendue a paniqué la population qui s'est dispersée et s'est répandue dans les environs. Mais, revenus de leur surprise, ils se concentraient à nouveau, prêts à répondre aux coups de feu tirés dans leur direction. En choisissant les arbres du jardin de la place comme tranchées, les gens, à l'aide de leurs revolvers, ont tenté de gagner un effort, en traversant un feu nourri contre le quartier général. Ceux qui étaient gardés dans cette zone ont également réagi intensément avec leurs armes automatiques.

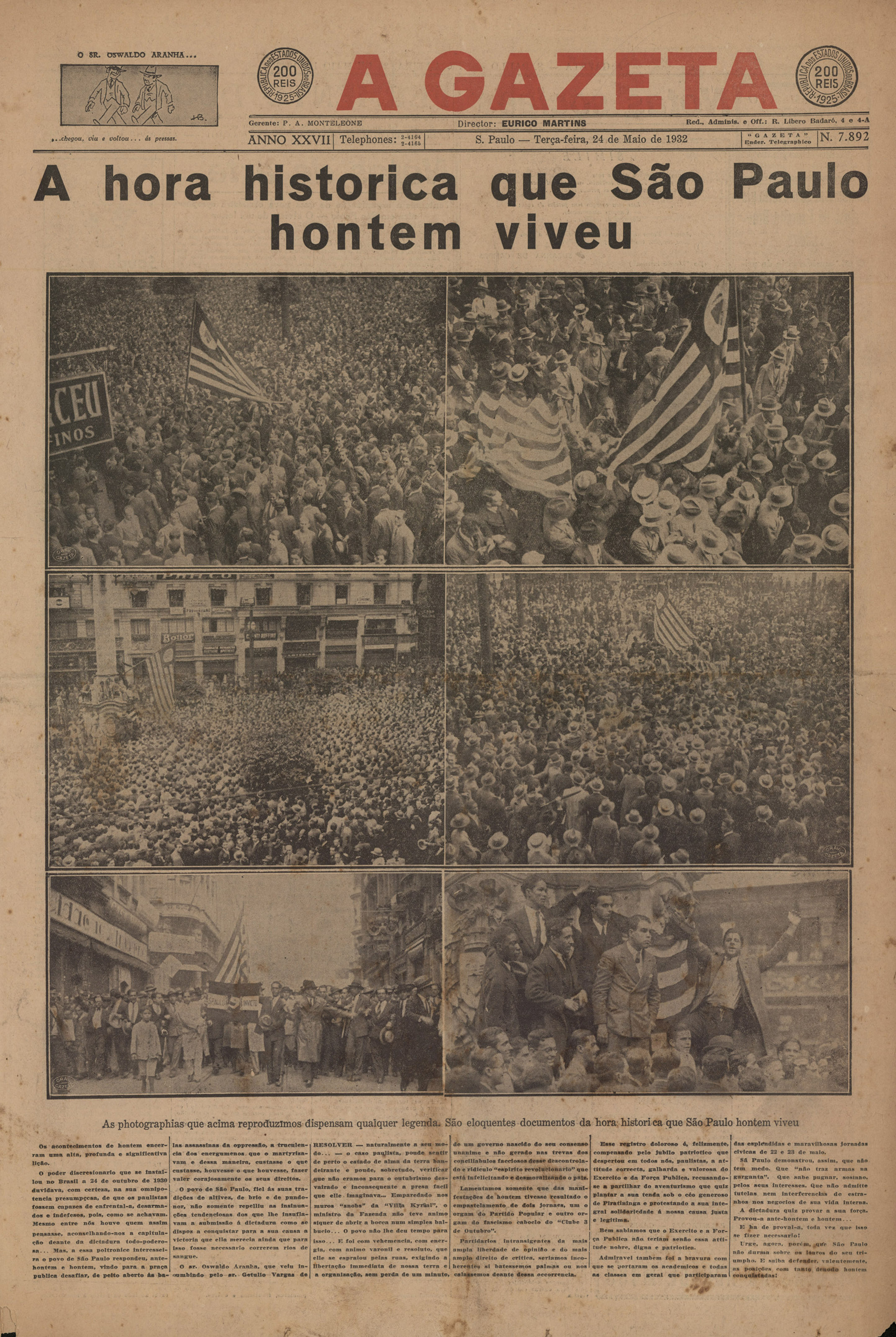
Première page du journal de São Paulo A Gazeta du 24 mai 1932.

En quelques minutes, l'endroit s'est transformé en un véritable champ de bataille. Ceux qui n'étaient pas au courant du conflit ont tenté de se réfugier dans les quelques maisons qui gardaient leurs portes ouvertes. Environ un quart d'heure s'écoula jusqu'à ce qu'un escadron de cavalerie parût. Son commandant était chargé de normaliser la situation. Une tentative vaine car dès son apparition, un tir de barrage très violent, tiré à la mitrailleuse, est venu du quartier général du P.P.P. La présence des pompiers a également été demandée. Les courageux pompiers n'ont également rien pu faire, car les assiégés ont lancé leurs armes sur les miliciens, les obligeant à battre en retraite.
Au fil du temps, les esprits des gens se sont de plus en plus échauffés et, de temps en temps, ils ont essayé de se rapprocher du bâtiment où se trouve le siège du P.P.P. Mais quels que soient les efforts déployés, ces tentatives ont été repoussées. Finalement, en utilisant un tramway apparu, ils se rendirent à proximité. La foule a cependant été la cible de tirs intenses. Pendant ce temps, le service d'urgence était assuré par les ambulances de l'Assistance publique, qui ont également été délibérément touchées par des balles provenant du siège de l'ancienne Légion. Les blessés, après les premiers pansements d'urgence, ont été pour la plupart transportés à l'hôpital de Santa Casa.
Les heures passent. Entre-temps, il semble que les assiégés disposaient d'une grande quantité de munitions, puisque des grenades à main étaient même utilisées pour repousser la foule. Mais le siège s’intensifie de plus en plus. Du côté de la Praça da Republica également, des tirs ont été tirés contre la population. L’un d’eux a été touché de plein fouet par une grenade à main, le tuant sur le coup. La confusion était horrible et la population, indignée par l'attitude des personnes cachées dans le P.P.P. il avait décidé, en tout cas, d'entrer dans le quartier général. Les pompiers arrivés sur place n'ont rien pu faire car ils ont également essuyé des tirs, repartant bientôt pour revenir armés. Jusqu'à presque deux heures aujourd'hui, les tirs ont été intenses. Une ambulance et un camion de pompiers ont été touchés par des grenades. — A Gazeta, 24 mai 1932. »

Peu de temps après l'attentat, l'acronyme MMDC a été créé à partir des noms de Martins, Miragaia, Dráusio et Camargo, pour représenter les martyrs de la cause constitutionnaliste. Cet acronyme en est venu en même temps à représenter une organisation civile clandestine qui avait initialement commencé à conspirer pour le soulèvement contre la dictature de Getúlio Vargas. Après le déclenchement du soulèvement du 9 juillet 1932, l'organisation commença à recruter des volontaires pour le combat, l'entraînement militaire et d'autres efforts de guerre, en plus de collecter des fonds et des ressources pour le conflit. Pendant le soulèvement, l'organisation a mené une campagne intense et coordonnée dans tout l'État de São Paulo pour l'enrôlement volontaire. Le soulèvement a fini par être appelé la révolution constitutionnaliste.

## Enquête policière
En juin 2013, l'enquête policière ouverte le jour de l'attaque a été récupérée par des chercheurs du musée de la Cour de justice de São Paulo et mise à la disposition du public. Le document historique est l'examen le plus détaillé de l'événement fatidique, qui présente, par exemple, l'identité des blessés et des morts, en plus de présenter l'examen du corps délictuel des victimes, ainsi que les différents témoignages de témoins oculaires qui clarifier la dynamique des événements qui ont abouti au massacre. Parmi les informations disponibles dans le document figure, par exemple, l'autopsie de Mário Martins de Almeida, qui a révélé que son corps avait reçu de multiples perforations par des projectiles d'armes à feu dans une trajectoire diagonale, indiquant qu'il avait été touché par des tirs provenant d'une position plus élevée. En outre, il a subi plusieurs perforations au corps et au visage causées par des éclats de grenades à main. Les blessures qu’il a subies ont touché plusieurs organes vitaux, en plus de provoquer des hémorragies. Les informations sur les autres morts et blessés présentaient également des caractéristiques similaires,.
Selon des témoins, entre 22h30 et 23h00 le 23 mai 1932, après un rassemblement animé, une grande masse de personnes, qui selon les estimations des témoins était d'environ 300 personnes, se rendit au siège du PPP (acronyme de Partido Popular Paulista, ancienne Legião Revolucionária et qui consistait en un groupe politico-militaire de soutien à la dictature de Vargas) alors basé sur la Rue Barão de Itapetininga, au coin de la Place de la République, dans le but d'encombrer le bâtiment. Cependant, dès leur arrivée sur les lieux et après que la foule s'est rassemblée, et précisément au moment où un camion des pompiers est arrivé, les manifestants ont été abattus au hasard par des militaires postés aux fenêtres de ce bâtiment. Il y a eu immédiatement plusieurs blessés et morts, parmi les noms des blessés hospitalisés inclus dans l'enquête figurent Sebastião Vergueiro dos Santos, Sebastião Alves de Oliveira, Orlando de Oliveira Alvarenga, Dráusio Marcondes de Sousa, Francisco Antonio Valente, Moacyr de Oliveira, João Baptista. de Oliveira Filho, Manoel Jacinto Lessa, Emilio Almeida Bessa, Mario Rodrigues, Ignácio Cruz, Domingos Nobrega Filho et des trois morts Mário Martins de Almeida, Euclides Miragaia et Antônio Camargo de Andrade (Draúzio est mort cinq jours plus tard et Orlando Alvarenga est mort 3 des mois plus tard). Les blessés ont subi de multiples blessures et lacérations dues à des projectiles d'armes à feu et des éclats de grenades à main.
Selon le témoignage de Sebastião Alves de Oliveira (blessé lors de la manifestation, bien qu'il ait déclaré ne pas en faire partie), il y avait dans la foule de nombreuses personnes armées à cette occasion, ce qu'il supposait également étant donné que le port d'armes était commune à l’époque, même si cette information n’a pas été corroborée par les autres témoins. Le déposant a également déclaré que les premiers coups de feu provenaient de soldats à l'intérieur de ce bâtiment. Cependant, à l'exception de la fusillade des soldats, Sebastião et les autres témoins n'ont pas confirmé avoir vu un échange de coups de feu d'un côté à l'autre, c'est-à-dire un affrontement armé entre la foule et les soldats du PPP, ni même des tirs venant de les manifestants vers le bâtiment, envisageant l'hypothèse d'une éventuelle agression armée du bâtiment par des manifestants ou encore une réaction aux premiers tirs sur les libérés. Dráuzio Marcondes de Sousa, bien qu'il ait été gravement hospitalisé, a réussi à faire une brève déclaration aux enquêteurs, dans laquelle il a déclaré avoir entendu de nombreux coups de feu, mais il n'a pas pu préciser de quelle direction ils venaient. Dráuzio, bien qu'ayant subi une intervention chirurgicale réussie pour contenir le saignement dans la zone de l'abdomen où il a été abattu, est décédé aux premières heures du 28 mai 1932 des suites d'une péritonite traumatique.
Il est également possible d'observer dans l'enquête policière la découverte que la 2e Région Militaire de l'Armée Brésilienne, basée dans la capitale São Paulo, avait dans ses archives la liste précise des personnes qui se trouvaient à l'intérieur du bâtiment du PPP au moment de l'épisode fatidique du 23 mai. Cependant, le document a été refusé par les militaires aux enquêteurs et les témoignages de personnes liées à l'organisation n'ont pas non plus été autorisés, même dans les années qui ont suivi la révolution constitutionnaliste. Les enquêteurs n'ont pas non plus pu découvrir s'il y avait eu des blessés parmi les personnes présentes dans ce bâtiment, que ce soit à cause de tirs présumés provenant de la foule ou d'agressions physiques, ni la présence de traces de coups de feu sur les murs extérieurs du bâtiment du siège du PPP. Il y avait seulement des informations selon lesquelles au rez-de-chaussée du bâtiment, sur le trottoir devant, il y avait un petit feu de décombres allumé par les premiers manifestants arrivés sur les lieux pour tenter d'envahir le bâtiment.
L'enquête fut paralysée entre 1936 et novembre 1954, date à laquelle elle fut définitivement close sans aucune attribution de responsabilité pour ce qui s'était passé, en raison de la prescription des crimes prévue à l'art. 85 du code pénal en vigueur à cette date,.

## Milice civile
L'acronyme MMDC représentait également l'organisation civique et paramilitaire de São Paulo dédiée aux efforts de guerre de la révolution constitutionnaliste. Fondée le 24 mai 1932 – au lendemain du massacre perpétré sur la Rue Barão de Itapetininga et sur la Praça da República –, elle a commencé ses activités en tant que société secrète. Ce serait l'embryon de ce qui allait devenir le MMDC,.
Dans le contexte du mouvement constitutionnaliste, processus qui culminera avec la révolution constitutionnaliste et le massacre du 23 mai, plusieurs groupes de São Paulo sont arrivés à la conclusion de la nécessité de fonder une organisation civique et paramilitaire comme avant-garde révolutionnaire, en opposition à la dictature. L’idée était d’intégrer les actions de différents groupes politiques et groupes de la société civile, afin d’agir de manière coordonnée en faveur de la préparation civile et militaire de la révolution. Parmi ces groupes figuraient la Ligue de défense de São Paulo et la Ligue pro-constituante de São Paulo, le Parti démocrate, le Parti républicain de São Paulo, l' Association commerciale de São Paulo, des associations de la société civile et les organisations de presse les plus importantes,,.
Paulo Nogueira Filho, membre du Parti Démocrate, a proposé la création lors d'une réunion tenue au Club Commercial, selon lui, l'objectif était une « société secrète visant à la formation et à la direction d'une organisation civile paramilitaire, dans le but de défendre l'autonomie de São Paulo ». Les signataires du document qui a donné naissance à l'organisation étaient : Antônio Pietscher, Paulo Nogueira Filho, Gastão Saraiva, Carlos de Sousa Nazaré (président de l'Association commerciale de São Paulo) et Edgar Batista Pereira. Antônio Pacheco e Silva et Sílvio de Campos ont ensuite rejoint le conseil d'administration. Ils ont finalement décidé de nommer l'organisation avec l'acronyme des noms des martyrs du 23 mai, qui, grâce aux activités civiques de l'entité, deviendrait largement connu et se perpétuerait dans la mémoire de São Paulo,,.
Ses activités débutèrent en mai 1932 et elle était organisée en trois directions : le service général des approvisionnements, l'intendance générale et le service des finances, qui étaient subordonnées à un conseil général. Le premier conseil était composé de : Sílvio de Campos, Prudente de Morais Neto, Carlos de Sousa Nazaré, Antônio Pereira Lima, Antônio Carlos Pacheco e Silva, Aureliano Leite et Antônio Pietscher,.
À la veille de la révolution constitutionnaliste, le MMDC s'est consacré à unifier les groupes de São Paulo opposés à la dictature, à recruter des volontaires et à préparer des groupes d'action militaire. La partie militaro-technique fut confiée au capitaine Antônio Pietscher, au colonel Christiano Klingelhoefer et au premier lieutenant Benito Serpa. Avec l'aide de la Ligue des Dames Catholiques et d'autres groupes de la société civile, l'organisation a créé des services d'enrôlement et d'instruction, en plus de l'assistance aux familles des combattants pendant le conflit,. En juin 1932, le MMDC commença à coordonner complètement ses activités en harmonie avec la direction de la conspiration militaire, dirigée par le général Isidoro Dias Lopes,.
En juillet 1932, déjà pendant le conflit, l'organisation avait déjà recruté plusieurs milliers de volontaires pour l'Armée constitutionnaliste, plusieurs groupes d'assistance et bataillons entamant déjà la période de cantonnement et d'instruction militaire. Selon Aureliano Leite, rien que dans la capitale, en moins de dix jours, le MMDC a recruté environ cinq mille citoyens pour agir sur les fronts de combat,.
Une fois le conflit déclenché, l'entité a publiquement assumé ses activités et sa liste de compétences s'est considérablement élargie, qui a commencé à inclure un vaste service de propagande, une intendance militaire et un courrier militaire en faveur de l'Armée constitutionnaliste. Pendant le conflit, le MMDC a promu des caravanes de propagande civique, avec des tracts quotidiens dans les rues, des affiches et des annonces publicitaires à la radio et dans les journaux,,.

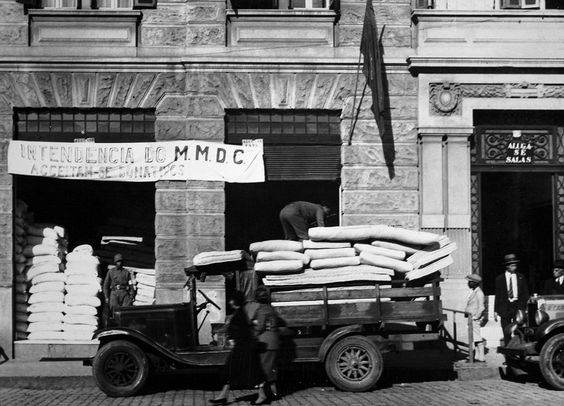
2e poste d'intendance du MMDC, alors basé à Bairro da Sé, dans la capitale de São Paulo. L'un des nombreux postes d'intendance de la révolution de 1932.

MMDC disposait de plusieurs stations-service dans la capitale et dans tout l'État, dans des villes stratégiques pour le service des troupes, telles que : Itapetininga, Itapira, Franca, Limeira, Campinas, Mogi Mirim, São José do Rio Preto, Birigui, Lorena, Taubaté, Cruzeiro, Guaratinguetá, Cachoeira Paulista, Bauru, Presidente Prudente, Santos, entre autres. La capitale de São Paulo était divisée en secteurs et l'intérieur de l'État en districts.
Avec le décret nº 5 627 du 10 août 1932 du gouverneur Pedro de Toledo, le MMDC fut reconnu comme milice civile d'utilité publique et commença à obtenir le soutien direct du gouvernement de São Paulo . Dès lors, l'entité devient officiellement responsable des fonctions de : courrier militaire, assistance aux familles des combattants et à la population civile, propagande civique, collecte et distribution de dons, scoutisme, assistance sanitaire et toute autre fonction importante pour l'organisation. organisation défensive de l'État de São Paulo. Les pouvoirs d'enrôlement, d'instruction, de cantonnement, de ravitaillement, de transport et d'assistance aux volontaires civils ont également été maintenus et élargis, conformément aux instructions des autorités administratives de l'État et des commandements militaires. Le siège a été maintenu dans la capitale, São Paulo, et des comités ont été créés dans toutes les municipalités de l'État. L'organisation a commencé à être administrée par un Conseil général, composé de dix membres non rémunérés, nommés et présidés par Waldemar Ferreira, alors secrétaire à la Justice et à la Sécurité publique du gouvernement de São Paulo. Le deuxième conseil d'administration du MMDC a été formé par Júlio de Mesquita Filho, Abelardo Vergueiro César, Alarico Franco Caiubi, Antônio Carlos de Abreu Sodré, Cesário Coimbra, Elias Machado Sodré, Joaquim Celidônio Filho, Jaime Leonel, Luís de Toledo Piza et Mário Bastos Cross,,.
Toujours en août 1932, l'organisation lance la célèbre et mémorable campagne de collecte de fonds : « De l'or pour le bien de São Paulo », dans le but d'acquérir des ressources militaires en faveur des troupes de São Paulo. La campagne a été un succès, avec une large collection d'objets en or de tous types. Beaucoup ont fait don de bijoux de grande valeur, parfois constellés de pierres précieuses. D’autres ont fait don de leurs alliances, car ils n’avaient pas d’autres pièces d’or à offrir. Ceux qui ont participé à la campagne ont reçu un certificat avec l'inscription « J'ai fait don d'or pour le bien de São Paulo » et/ou une bague en métal sur laquelle est gravée la même phrase. Malgré le succès, le conflit a pris fin avant que la plupart des fonds aient pu être convertis en ressources en faveur des troupes de São Paulo. Afin que le gouvernement fédéral ne confisque pas le fonds, le commandement des forces de São Paulo a fait don, avant la fin du conflit, de la totalité du montant restant à la digne Santa Casa de Misericórdia de São Paulo . Avec cette somme, l'institution a construit un bâtiment symbolique, sur le Largo da Misericórdia, dans la capitale de São Paulo, pour perpétuer la mémoire de cet événement civique et militaire, dont l'architecture représentait le drapeau de São Paulo. Le projet a été conçu par le Bureau de Severo e Villares, datant de 1939 et réalisé par le Bureau de Camargo e Mesquita.
Après la fin de la révolution, le 2 octobre 1932, le MMDC fut dissous et son conseil général décida de ne pas se transformer en parti politique ni d'agir de manière partisane, choisissant de préserver le caractère d'institution civique, sous la devise : « Défendre São Paulo en la paix, dans l'ordre, par vote »,.
Le 4 octobre 1932, le Conseil Général de MM D. W. a publié la note officielle suivante dans les journaux de São Paulo sur les raisons de la dissolution de l'entité :

« Le M.M.D.C., qui n'a ménagé aucun effort pour servir la cause constitutionnaliste, a toujours apporté un soin particulier au traitement des courageux volontaires. Il leur accorda, comme c'était son devoir, toute l'attention imaginable.
Aujourd’hui, face à l’issue imprévue de la révolution, le M.M.D.C. Elle a immédiatement perdu le soutien officiel qui la reconnaissait, rendant impraticable toute aide qu’elle serait encore prête à apporter à nos héroïques soldats.
Ne disposant pas de bâtiments publics, ne pouvant demander des billets et n'ayant pas le pouvoir de guider la démobilisation et d'attribuer des destinations aux volontaires, je ne pouvais rien leur offrir, au-delà des services personnels de leurs directeurs qui, comme cela arrivera certainement avec Les familles de São Paulo seront prêtes à tout en faveur des nobles défenseurs de l'idéal qui a mis Saint Paul en armes.
Cependant, nous pensons que les responsables actuels de la situation ont déjà pris les mesures appropriées, pour satisfaire les justes revendications et droits des volontaires de l'intérieur de l'État. »

— S. Paulo, 3 Octobre 1932. — Le Conseil Général : Carlos de Souza Nazaré — A.C. de Abreu Sofré — Leven Vampré — Silvio Campos — A.C. Pacheco e Silva — Cássio de Macedo Soares — Oscar Machado de Almeida — Vicente Soares de Barros — Luiz de Toledo Pisa Sobrinho — Prudente de Morais Neto.
Lors des élections à l'Assemblée nationale constituante, le 3 mai 1933, d'anciens membres du MMDC ont apporté leur soutien officiel à la « Assiette unique de São Paulo Uni », qui rassemblait plusieurs groupes politiques de São Paulo, afin d'unifier le parti. position de défense d’un « gouvernement civil et pauliste » pour l’État,.

## M.M.D.C.A.
Certains historiens utilisent l'acronyme MMDCA en l'honneur d'Orlando de Oliveira Alvarenga, mortellement blessé comme ses collègues Martins, Miragaia, Dráusio et Camargo, mais décédé en août 1932 des suites de ses blessures. Pour lui rendre hommage, le gouvernement de l'État a créé le « Collier Croix de Alvarenga et des Héros Anonymes ». Le 13 janvier 2004, la loi d'État 11 658 a été promulguée, désignant le 23 mai comme « Journée des héros du MMDCA », en l'honneur d'Orlando de Oliveira Alvarenga, également abattu le 23 mai et décédé le 12 août 1932.

## Toponymie
La toponymie de la ville de São Paulo rend hommage à tous les noms et dates de la Révolution : les rues Martins, Miragaia, Dráusio, Camargo, Alvarenga et MMDC se croisent dans le quartier de Butantã et à proximité de ces rues, sur la place Waldemar Ortiz, il y a un monument discret. Deux des artères de la ville rendent hommage aux dates les plus importantes de l'événement : le 23 mai et le 9 juillet, qui commencent sur la Praça da Bandeira, dans le centre-ville. Également à São Paulo, il y a une école dans le quartier de Mooca qui rend hommage et porte les initiales des quatre héros dans son nom.
Dans les autres villes de l'État, il y a des rues honorant les martyrs dans les villes de Campinas, Cotia, Franca, Itaquaquecetuba, Itatinga, Leme, Limeira, Lorena, Piracicaba, São Bernardo do Campo (précisément dans le quartier de Pauliceia, où un obélisque avec les initiales MMDC), São José dos Campos, São José do Rio Preto, Sorocaba, Itu et Votorantim, ainsi que les places des villes de Bauru, Jundiaí, Lorena et São Carlos. Dans la ville de São Vicente, il y a aussi la place "Heróis de 32", où ont été érigés un monument et des inscriptions sur l'événement. Cette place est située au bord de la plage de Gonzaguinha, entre l'Avenida Antonio Rodrigues et la Rua João Ramalho, numéro 578.

## Médaille M.M.D.C.
En 1962, en commémoration du 30e anniversaire de la Révolution Constitutionnaliste, la distinction connue sous le nom de "Médaille MMDC" a été créée par la "Sociedade Veteranos de 32 – MMDC" et rendue officielle par le gouvernement de l'État par le décret 40 087/. 1962.

## Galerie d'images

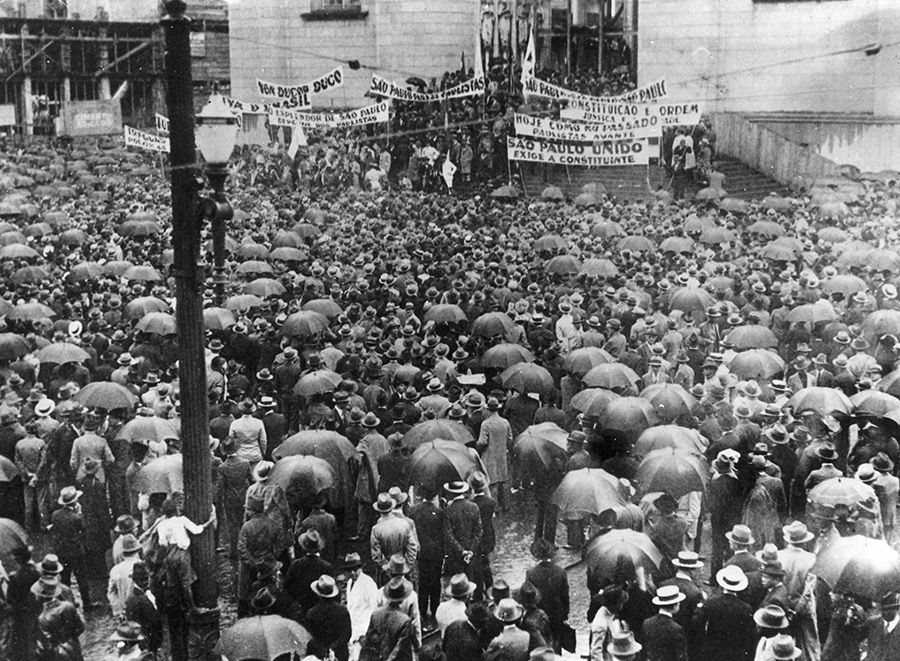
Manifestation sur la Praça da Sé le 25 janvier 1932. Les gens descendent dans la rue malgré la pluie.
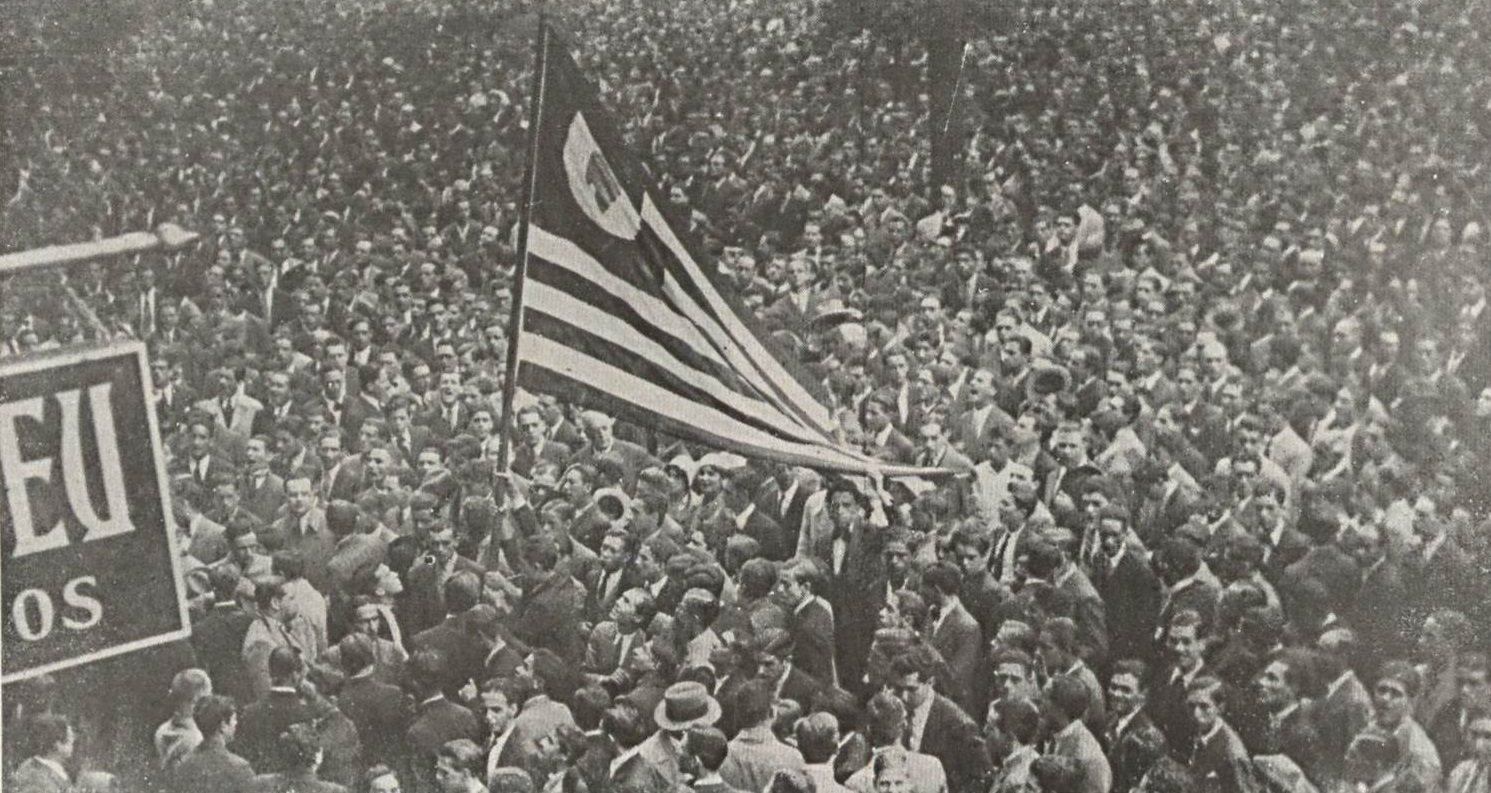
Manifestation sur la Praça da Sé en mai 1932.
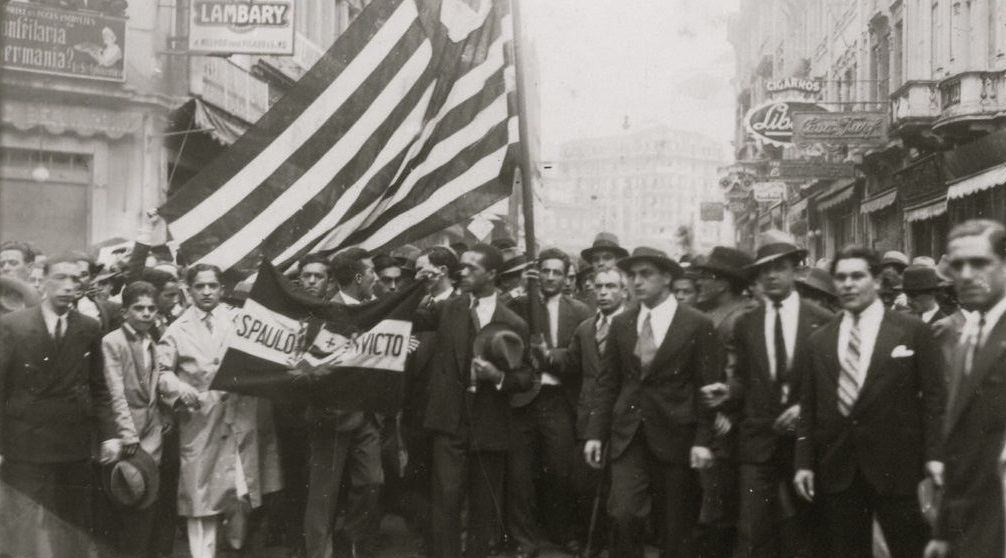
Manifestants sur la Rua XV de Novembro à São Paulo, le 23 mai 1932.
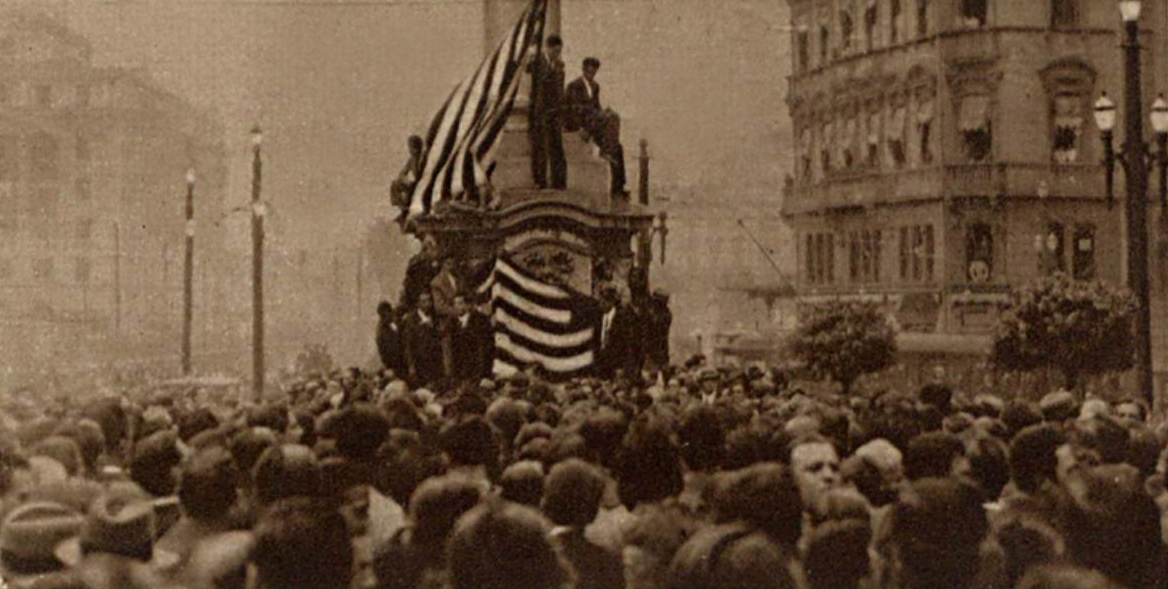
"Réunion" (rassemblement) sur la Praça do Patriarca le 23 mai 1932.
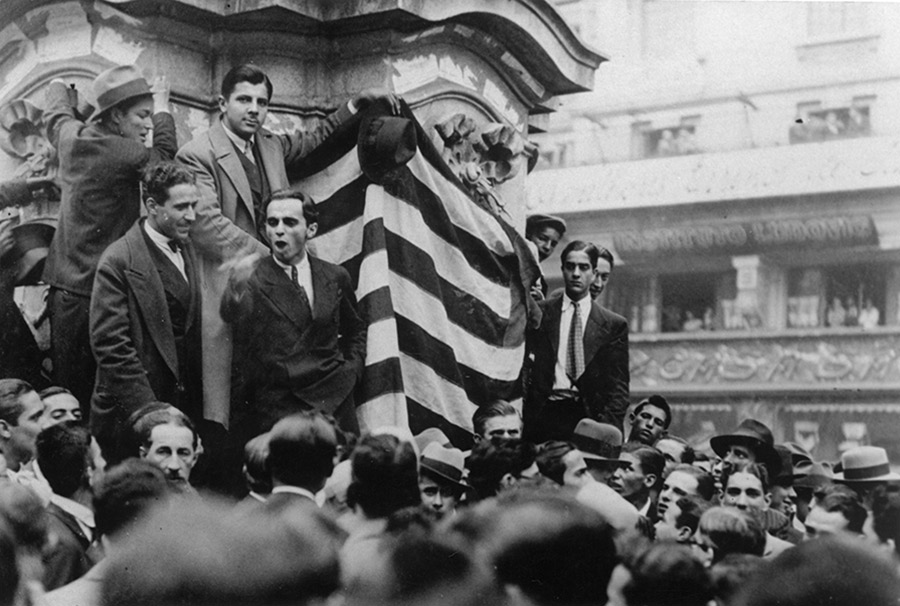
Rassemblement sur la Praça do Patriarca à São Paulo, le 23 mai 1932.
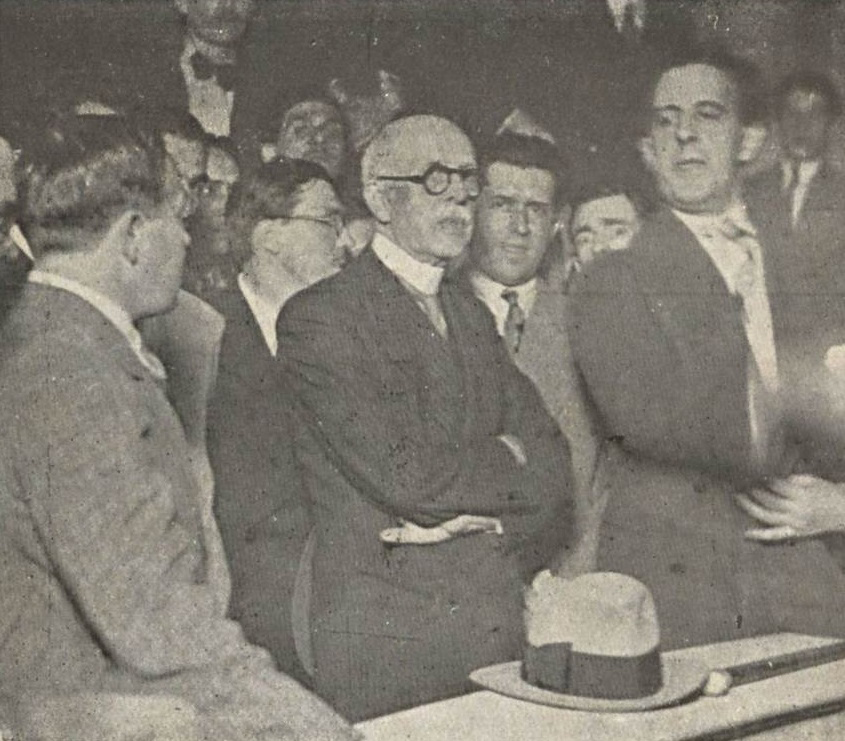
Ibrahim Nobrés'exprime aux côtés de Pierre de Tolède, alors intervenant, sur le balcon du siège du gouvernement, dans la nuit du 23 mai.
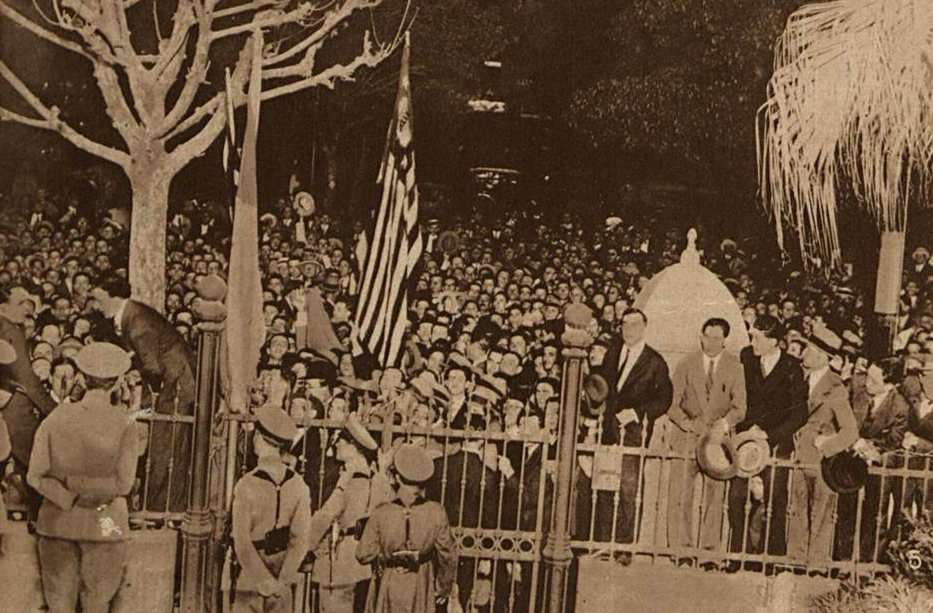
Foule sur l'Avenida Tiradentes, dans la nuit du 23 mai. Ibrahim Nobre (costume sombre et proche de l'arbre) conduisait le peuple.
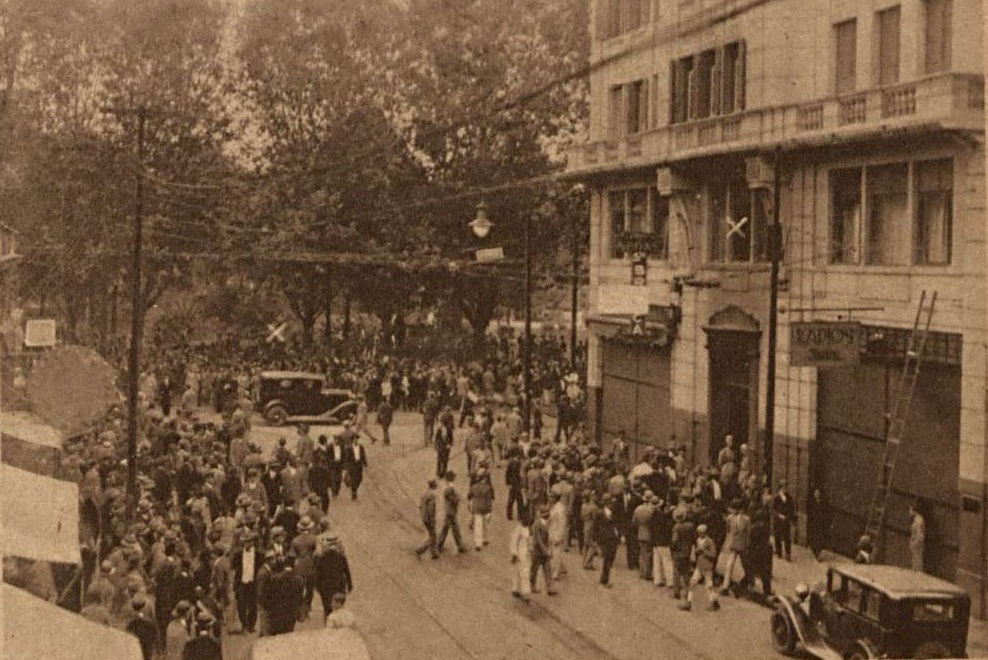
Sur l'image, l'emplacement du bâtiment où les militaires ont tiré et où la foule s'est réfugiée est marqué d'un X.
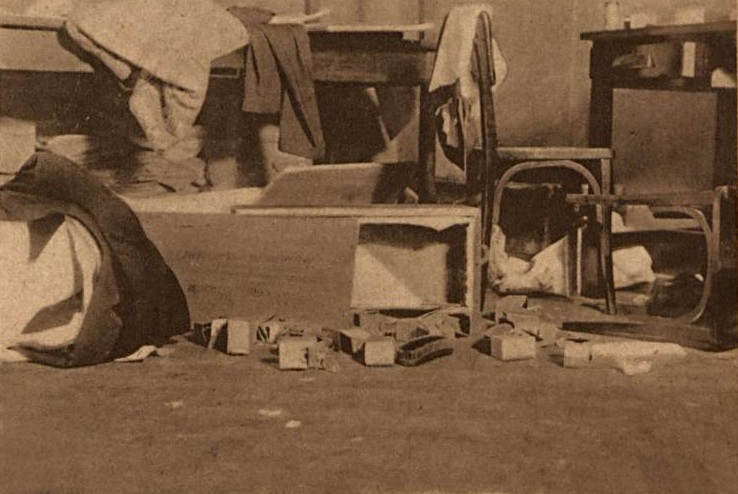
A l'intérieur du lieu où les militaires ont tiré sur les protestants, avec plusieurs caisses de munitions ouvertes.
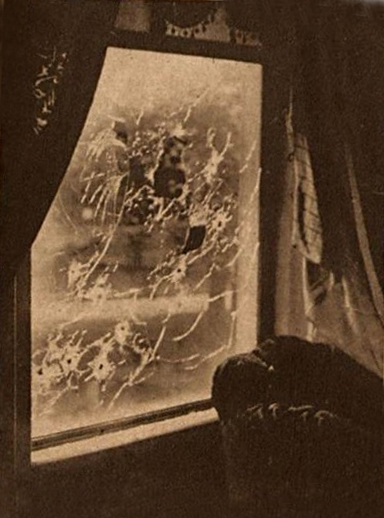
Fenêtre du bâtiment avec des marques évidentes de projectiles, probablement dues à la faute qui se défendait contre les tirs de fusils.
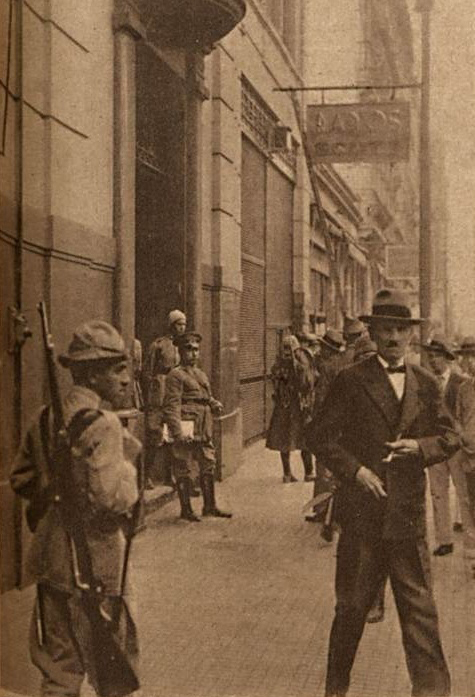
Entrée du baptême tenu par les militaires de la2ème Région Militairele matin du 24 mai 1932.
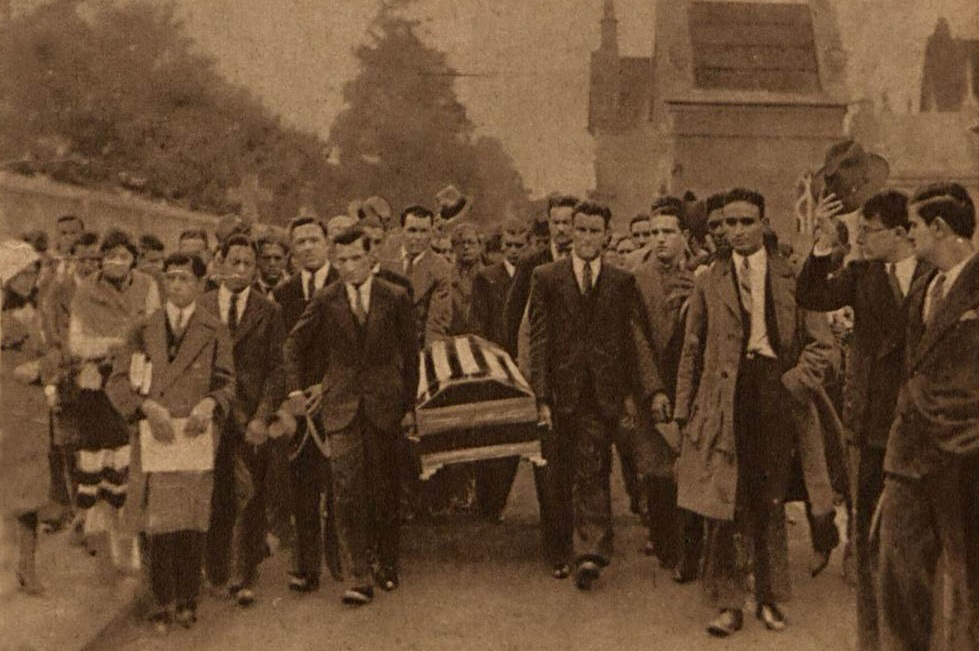
Enterrement deEuclide Miragaia à São José dos Campos, le 24 mai 1932.
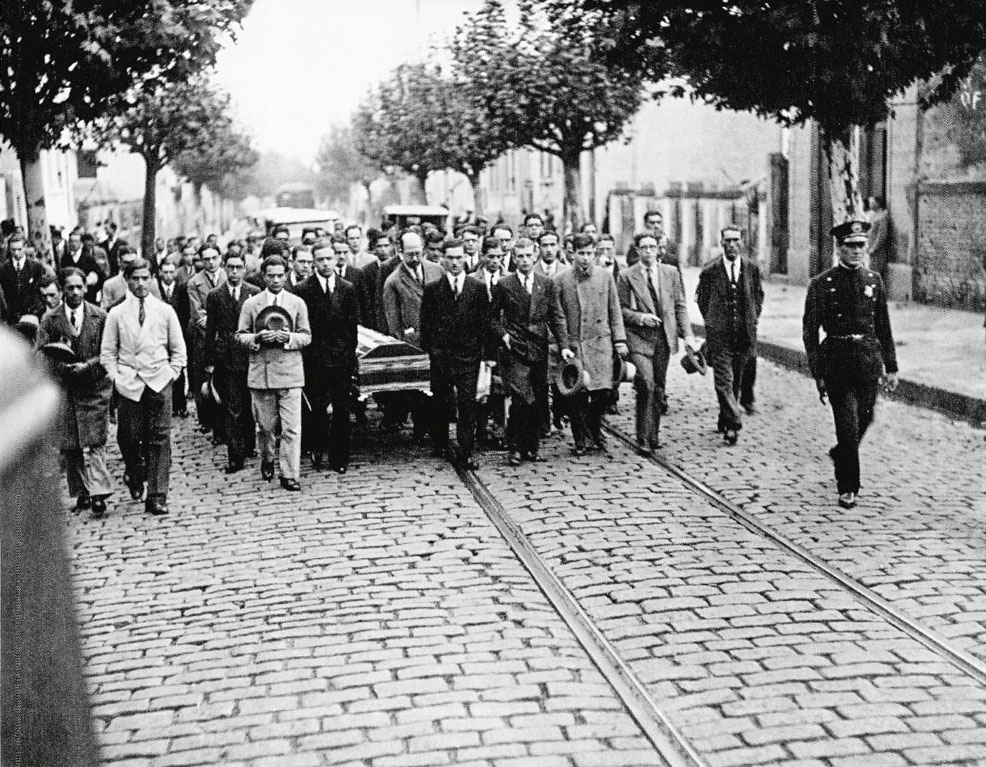
Inhumation deCamargo et martins à São Paulo, au cimetière de Consolação, le 24 mai 1932.
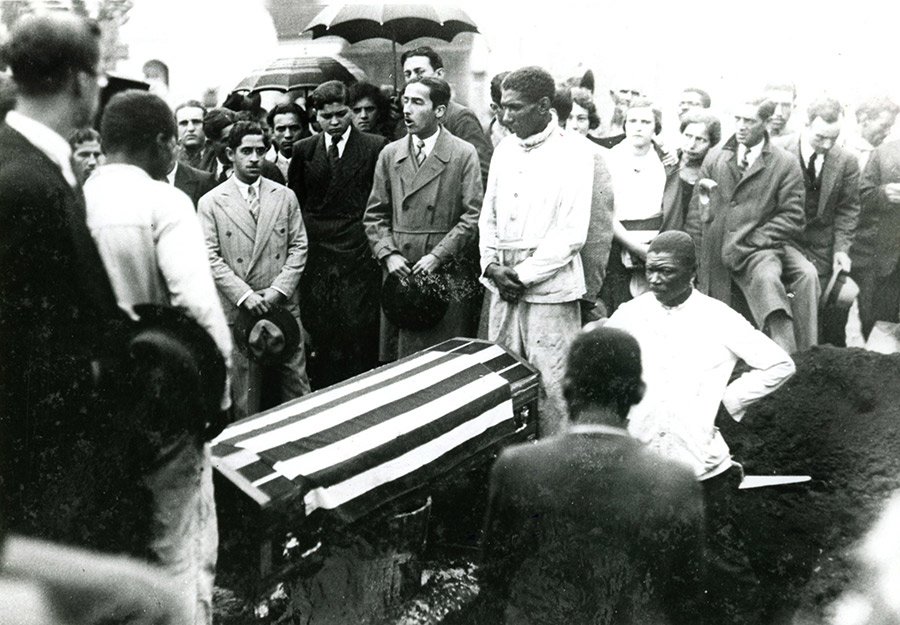
Inhumation deDrausius à São Paulo, le 29 mai 1932, au cimetière de Consolação.